# Bourbon-Parma
Sicilsko-parmsko-piacentinski ogranak Burbonaca (tal. Casa di Borbone di Parma), talijanska vojvodska dinastija; mlađi ogranak francuske dinastije Bourbon. Naziv dinastije potječe od naziva glavne loze i imena teritorija kojom je vladao ogranak obitelji. Španjolska loza Burbonaca došla je 1731. godine u posjed Vojvodstva Parma i Piacenze i držala je, uz povremene gubitke, do 1859. godine.

## Povijest
Vojvodstvo Parme stvoreno je 1546. godine, kada je papa Pavao III. predao dijelove Papinske države svom nelegitimnom sinu, Petru Luju Farneseu. Njegov sin Oktavijan (Ottavio) dobio je 1556. godine grad Piacenzu, nakon čega je nastalo Vojvodstvo Parme i Piacenze. Obitelj Farnese izumrla je u muškoj lozi s Antonijom koji je umro 1731. godine. Naslovi i teritoriji prešli su na njegovu nećakinju Elizabetu, suprugu španjolskog kralja Filipa V. iz španjolskog ogranka Burbonaca i majku infanta i kasnijeg kralja Karla III. koji je dobio u baštinu Vojvodstvo Parme i Piacenze.
Godine 1735. Burbonci su izgubili Vojvodstvo Parme i Piacenze i Toskanu koje su im oteli Habsburgovci. Međutim, 1748. godine, Karlov mlađi brat, Filip je postao novi vojvoda Parme i Piacenze. Godine 1801. vojvoda Ferdinand predao je vojvodstvo Francuzima, da bi vojvodstvo nakon Napoleonova pada prešlo ponovno u ruke Habsburgovaca. Godine 1847. vlast nad vojvodstvom preuzela je opet dinastija Bourbon-Parma. Posljednji vojvoda Parme i Piacenze, Robert I. († 1907.) bio je otac austrijske carice, češke i hrvatsko-ugarske kraljice Zite od Bourbon-Parme, supruge cara i kralja Karla IV. Habsburga.
Godine 1859. Vojvodstvo Parme i Piacenze je ukinuto i pripojeno novonastaloj Kraljevini Italji.
Današnji pretendent na prijestolje Parme i Piacenze je Karlo (V.) (r. 1970.), sin princa Karla (IV.) i nizozemske princeze Irene.